# 塞爾維亞文化
塞爾維亞文化是指塞爾維亞及塞爾維亞人的文化。塞爾維亞文化開始於在巴爾幹居住的南部斯拉夫人。塞爾維亞文化在古代可能受到古巴爾幹人的影響，此外拜占庭帝國也给塞爾維亞文化帶來了很大影響，迄今塞爾維亞仍使用西里爾文字。1219年，塞爾維亞正教會自君士坦丁堡獨立。1549年開始，鄂圖曼帝國征服塞爾維亞，並統治塞爾維亞四個世紀，在此期间壓制塞爾維亞文化，同时很大程度上影響了塞爾維亞藝術。1718年開始，塞爾維亞被哈布斯堡王朝控制，文化也開始蓬勃发展。塞爾維亞獨立之後，塞爾維亞文化得到了更大的加強。